# Лаг ба-Омер
Лаг ба-О́мер (ивр. לַ״ג בָּעוֹמֶר‎) — иудейский праздник. Отмечается в 33-й день Омера (18 ияра). Смысл названия: 33-й день по Омеру, счёту дней от Песаха до Шавуота.

## История праздника

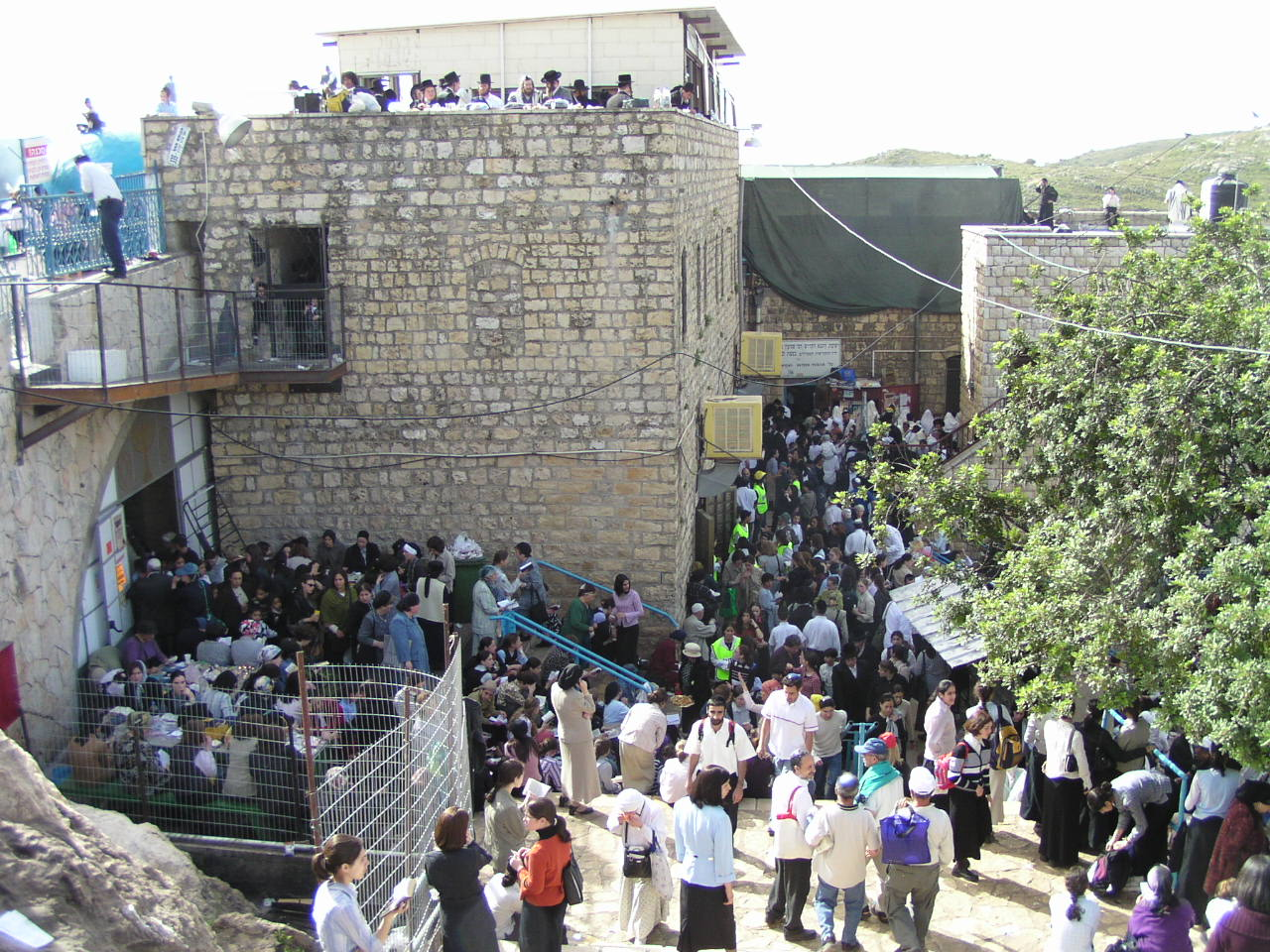
Гробница рабби Шимона в Мероне

В этот день закончилась чума, ставшая причиной смерти 24 000 учеников Рабби Акивы. Позднее, в этот же день умер рабби Шимон Бар Иохай, величайший ученик Рабби Акивы и автор книги Зоар.

## Обычаи праздника
Вечером после захода солнца принято разводить костры в честь рабби Шимона бар Иохая, плясать и петь песни. Ночью многие ездят на могилу рабби Шимона на горе Мерон. Этот обычай особенно соблюдается хасидскими общинами и изучающими Каббалу.
Детям, которым исполнилось три года, делают традиционное срезание волос — халаке — на горе Мерон.
Принято также играть в лук со стрелами в память воинов Бар Кохбы.
По сефардскому обычаю, в этот день прекращают траур по ученикам рабби Акивы и устраивают свадьбы, для тех кто наметил жениться с Песаха. По ашкеназскому же обычаю, траур по ученикам рабби Акивы и еврейским общинам прирейнской области только прерывается на этот день и затем продолжается далее с новой силой до самого праздника Шавуот (некоторые прекращают траур за три дня до праздника Шавуот). Хабадники устраивают в этот день массовые шествия по центральным городам.

## Даты
В последние годы ночь праздника 18 ияра приходилась на:
- 2011: ночь с субботы 21 на воскресенье 22 мая
- 2012: ночь со среды 9 на четверг 10 мая
- 2013: ночь с субботы 27 на воскресенье 28 апреля
- 2014: ночь с воскресенья 18 мая на понедельник 19 мая
- 2017: ночь с субботы 13 мая на воскресенье 14 мая
- 2018: ночь со среды на четверг 2 мая
- 2019: ночь со среды 22 мая на четверг 23 мая
- 2020: ночь с понедельника 11 мая на вторник 12 мая
- 2021: ночь с четверга 29 апреля на пятницу 30 апреля

## Инциденты
Из-за большого скопления паломников на горе Мерон периодически происходят инциденты, связанные с давкой.
Так, в 1911 году произошло обрушение балкона, в результате которого погибло около десяти человек и около тридцати было ранено. В 1931 провалилась крыша синагоги, на которой собрались верующие, наблюдавшие за зажжением костра. Сорок человек получили серьёзные ранения, семеро погибли на месте, один умер на следующий день от полученных травм.
29 апреля 2021 года по меньшей мере 44 человека погибли и десятки тяжело ранены в давке во время ежегодного паломничества на могилу Шимона бар Иохая гору Мерон во время Лаг ба-Омер. Кабинет министров Израиля в 2021 году не ограничил число участников, а в 2020 году, с учётом коронавирусной пандемии, число участников церемонии было ограничено тысячей человек. При этом, по оценке организаторов, всего на подходах к горе в ночь на 30 апреля собралось не менее 100 000 человек (в основном евреи-харедим). Затор на скользкой горе, а также обвал пола второго этажа из-за большого скопления народа на трибуне возле могилы Шимона Бар Иохая привёл к давке с многочисленными жертвами.